# پل درب پری
پل درب پری مربوط به دوران متأخر دوران‌های تاریخی پس از اسلام است و در شهرستان بستک، بخش مرکزی، دهستان گوده، روستای زنگارد، حاشیه شرقی روستا واقع شده و این اثر در تاریخ ۱۲ شهریور ۱۳۸۶ با شمارهٔ ثبت ۱۹۴۶۰ به‌عنوان یکی از آثار ملی ایران به ثبت رسیده است.